# 皆川真里奈
皆川 真里奈（芸名：MariNa）（みなかわ まりな、4月27日 - ）は、日本のヴァイオリニスト、会社経営者。神奈川県鎌倉市出身。
桐朋女子高等学校音楽科、桐朋学園大学音楽学部卒業。合同会社Dual AMP経営・所属。

## 概要
「ヴァイオリンはかっこいい！」をテーマに、クラシック、タンゴ、ロック・ポップス・アニソン・メタル等、幅広いジャンルにて活動を行っている。
学生時代よりスタジオミュージシャンとして、様々なジャンルのレコーディング・ライプサポートなどを行う。
2016年1月より、弦楽器ユニット「Craydoll」を結成。
2016年12月、"4TUNE Girls Orchestra"の一員として、シングル「みゅ♪」にてメジャーデビュー。
2017年7月、全日本アニソングランプリ九州大会優勝者の児塚あすかとのヴォーカル&ヴァイオリンユニット「A Sky of Magnolia」結成。2019年12月解散。
Hilton Tokyoのマーブルラウンジ「アリス・ハロウィン・トリック」でのレギュラー演奏で、外資系一流ホテルでのアニソン演奏が話題となり、来場客によりTwitterに投稿された動画が最高で67万回以上再生されるなど「ヒルトンShangli-Laの人」「うさぎのお姉さん」と話題になる。
2020年以降はライブ、サポート活動以外に、自社スタジオを設立。その後、増改築と機材のアップグレードを行い、自社スタジオレコーディングでメジャーアーティスト案件へも音源を提供。声優や女優、ナレーターとしても活動。
2021年2月6日より、Pocochaライバーとしても活動を始める。

## 受賞歴
- 第1回The Music Center Japan公開オーディション1位 漆原賞受賞。
- 第3回大阪国際音楽コンクール弦楽器部門大学の部3位入賞。[11]
- 第2回レガシィ・ヴァイオリン・コンクール 大学・一般の部 銅賞。同コンクール アンサンブル部門 銀賞・埼玉新聞社賞受賞。[12]
- Cooperativa Teatro e/o Musica主催、Corsi Internazionali di Perfezionamento di Castelsardo受講。Felice Cusanoに師事、年度最優秀生（奨学生）の1人に選出、ファイナルコンサートにて演奏、表彰を受ける。

## 人物
- クールに見られがちだが、基本的に熱血、毒舌であり、Twitterの投稿やMCでは笑いに走りがちな傾向がある。
- 一般のイベント出演などのMC時とライブでのMC時の声のギャップに定評がある。
- 胸が小さいことをネタにしており、地震の度に『また揺れなかった』などとツイートする。だが他人に貧乳をネタにされると腹を立てる。
- アルビノである。
- 可愛い動物に目がなく、2017年より憧れのチンチラ・モフまるを飼う。実家ではポメラニアンを飼っている。
- ミュージシャンとの親交も多く、鈴華ゆう子（和楽器バンド）、しほり、野崎真助、谷本貴義などジャンルを問わず交流がある。
- ゲーム作曲家の柳英一朗とは長年の親交があり、柳作品の殆どのヴァイオリンのレコーディングを担当している。
- 和楽器バンドの鈴華ゆう子とは、和楽器バンドのメジャーデビュー以前に多数共演してのライブ活動を行っていた。

## 出演
ライブ・コンサート
- ベルギー人ギタリストBoris Gaquereとデュオ・リサイタル出演。
- 大川内弘弦楽四重奏団の一員として、大川内弘（日本フィルハーモニー交響楽団コンサートマスター（当時））らと共演。
- ギタリスト・酒井良祥とのユニット「トルバドゥール」として、崔岩光（Sai Yan guang)とジョイントリサイタル出演（コンサート光20周年記念公演 「サイ・イエングアン＆トルバドゥール ジョイントリサイタル」、サントリーホール）。[13]
- 「千の音色で繋ぐ絆コンサート in ミューザ川崎シンフォニーホール」出演、TSUNAMIヴァイオリンを演奏[14]。同公演にてピアニスト鈴華ゆう子、タップダンサーHIDEBOHと共演。
- DJ MAAR feat.MariNaとして、野外音楽フェスティバル「FUJI ROCK FESTIVAL'21」出演[15][16]。

イベント
- 「ツーリズムEXPOジャパン2015」プレス関係者及び各国VIPゲスト限定の前夜祭 オープニングアクト出演。
- 第六回鎌倉芸術祭オープニングイベント「前夜祭 in 浄智寺」出演。
- 東京JAZZ 2013　NHK番組体感ブースに出演、藤田淳之介(Sax.)、足立浩(Dr.)、船本泰斗(Key.)と共演。
- 2018年7月 国内最大規模のアニクラフェス「リアニメーション12 in 上野原」にA Sky of Magnoliaとして出演。
- 2018年10月 RPG『ワイルドアームズ』Score Re;fire ～WILD ARMS Vocal Songs Concert 2018～ 関内大ホールに出演。
- 2019年1月 国内最大規模のアニクラフェス「リアニメーション13 in AgeHa」にMariNa名義でソロ出演。
- 2019年10月 RPG『ワイルドアームズ』Score Re;fire #2 ～WILD ARMS Vocal Songs Concert 2019～ 石川文化会館ホールに出演。
- 2020年12月 セルフプロデュースによるVRライブ「Live AMP VR SPECIAL」にソロ・Craydoll・kisekilayとして出演。
- 2022年9月 東京タワー内eSports施設、RED° TOKYO TOWERで開催のDJイベント「RED° DJ PARTY」にMariNa名義でソロ出演[17]。

舞台
- 2006年 ミュージカル「アルジャーノンに花束を」（博品館劇場、静岡市民文化会館、大阪厚生年金会館、愛知厚生年金会館）
- 演劇実験室◎万有引力「身毒丸」（世田谷パブリックシアター）[18]

サポート
- 2018年 ゆずソフトSongFes　ストリングス＆ホーンセクション統括リーダー。一部弦編曲も担当。
- 2018年 片霧烈火×Uyu×中原涼　トリプルレコ発　ヴァイオリン
- 2015年3月 Kishi Bashi Quartet Japan Tour（大阪CLUB QUATTRO、Billboard東京） Strings Quartetリーダー
- Kishi Bashi Winter Live 2015 東京公演（渋谷Duo）Quartetリーダー
- ニコニコ超会議2014「シンデレラ・ブレイド2」ブース Pileサポート
- 『SPACEY MUSIC祭り with「シンデレラブレイド2 Big Bonus Music」発表祭in 川崎クラブチッタ』Pileサポート、風の国 フローラ役声優としてMC
- Pile Birthday Live Party!!! 2015
- Pile Pile Pinky Parade 2016
- Pile Asia Tour 2016 台湾公演
- Pile 2016大感謝祭!!!「忘年会だヨ！全員集合」
- Pile Happy New Year 2017 Special Live
- Animelo Summer Live 2015 -THE GATE-（さいたまスーパーアリーナ・2日目）Pileサポート
- Animelo Summer Live 2016 -刻-（さいたまスーパーアリーナ・3日目）Pileサポート
- Kalafina クローズド・ワンマンライブ（渋谷O-WEST)、ファーストワンマンライブ（渋谷O-EAST)
- “芸術、その無限のパワー 2010”シプリアン・カツァリス×大倉正之助＆HIDEBOH"（東京オペラシティコンサートホール）HIDEBOHバンドメンバー
- HIDEBOH＆LiBLAZEリサイタルシリーズVol.1 winter“TAPり！魅せまSHOW!”（赤坂・草月ホール）
- 2019年10月 the HIATUS 10th Anniversary Show at Tokyo International Forum東京国際フォーラム ホールA 青弦ストリングスとしてサポート出演[19]。

## テレビ・映画・ラジオ・CM
- 「劇場版 仮面ライダーキバ 魔界城の王」ヴァイオリン演奏シーン吹き替え
- 映画「無花果の森」（ユニット：東京ヴァイオリン）
- フジテレビ系ドラマ「リーガルハイ」第二期、主演・堺雅人にヴァイオリン指導
- Eテレ「ムジカ・ピッコリーノ」スクリーン出演
- 「ライブB♪」Pileサポート
- NHK FM「中川翔子のアニソン・アカデミー」にCraydollとして出演
- 八王子FM「谷本貴義のサブカル研究所」ゲスト出演
- 全国コミュニティFM 64局「川辺保弘のMUSIC HOT FLAVOR」ゲスト出演
- Ricoh CowTalk製品紹介CMのナレーション及びBGMの作曲・レコーディング

## レコーディング
- ミュージカル「アルジャーノンに花束を」限定発売CD
- CDアルバム『AOSORA for Season』（日本クラウン）
- 『イーハトーヴ～故郷の蒼い空～』（日本クラウン）
- 『ファントムブレイブ サウンドトラック』（日本一ソフトウェア）
- Kalafina 3rdアルバム『Red Moon』初回限定版ライブDVD
- nero project「monochrome」(「秘密のケンミンSHOW」7～9月エンディング曲（ユニット：玉響））
- 40mP アルバム「少年と魔法のロボット」（ユニット：玉響）
- ドラマ『ほっとけない魔女たち』劇中メインテーマ(ユニット：STORM)
- MX系列アニメ「ビキニウォリアーズ」オープニングテーマ他（ユニット：STORM）
- 『シンデレラブレイド2 Big Bonus』「Dream of Princess」ヴァイオリン
- Pileシングル「伝説のFLARE」「キミがくれたKISEKI」ヴァイオリン、MV出演
- 4TUNE Girls Orchestra として、ラブライブ！公式ヴァイオリンアレンジインストミニアルバム「みゅ♪」（コロンビア）
- Craydoll ミニアルバム「ANIQUEST」（Dual AMP Music）
- A Sky of Magnolia シングル「純愛エクソシスト」「ルーレット」（Aspire）
- ゲーム作曲家の柳英一朗とは長年の親交があり、柳作品の殆どのヴァイオリンのレコーディングを担当
- 2018年細井聡司・kisekilay・中原涼作品のヴァイオリンを担当
- The Notes of Museumとeufoniusのコラボソング「乱反射」（TBS系列「王様のブランチ」エンディングテーマ）にヴァイオリンで参加
- 『アイドルマスターミリオンライブ!』の楽曲「≡君彩≡」のユニット曲「ReTale」にヴァイオリンで参加
- アイドルグループNOW_ON_AIRの楽曲にヴァイオリンで参加
- アイドルグループチェリーガールズプロジェクトの楽曲にヴァイオリンで参加

- その他ゲーム楽曲、ミュージカル劇伴、アニメ楽曲など多数参加

## 講師・講話
- PTNA湘南藤沢ステーション アンサンブルワークショップ ゲスト講師[20]
- 銀座新ロータリークラブ、鎌倉ロータリークラブ例会卓話
- 社団法人 倫理法人会 経営者モーニングセミナー講師多数[21][22]
- フジテレビ系ドラマ「リーガル・ハイ」第二期にて、主演の堺雅人にヴァイオリン演奏を指導

## その他
- 鎌倉FM（82.8MHz）朝情報番組「おはようかまくら」 レギュラーパーソナリティー（'08～'09）
- パチスロ「シンデレラブレイド2」風の国 フローラ役（声優出演）[23]
- ヒルトン東京ホテル「マーブルラウンジ」にて、2018年12月〜2020年3月までレギュラー演奏。アニメソング演奏がTwitterで話題となる。

## ユニット
- kisekilay　2019年より正メンバーとして参加。メンバー︰細井聡司、中原涼
- savage genius ああ、Vo.AnnAと共にアニソンカバーユニットMeAtiAを結成
- A Sky of Magnolia（Dual AMP LLC.所属）（2017年7月結成 / 2019年解散）
- Craydoll（Dual AMP LLC.所属）（2016年1月結成）リーダー メンバー : MariNa(Vln)、Shao-lin（Vln)、Happako(Vla)、Momo(最初Vla、後にVln)
- 4TUNE Girls Orchestra（Spacey Music Entertainment所属）リーダー メンバー : MariNa(Vln)、Momoka(VlaまたはVln)、Shiori(Vln)、Ayumi(Vla) (現状活動休止中）
- STORM（2013年結成-2015年9月脱退）
- 玉響（2012年結成-2014年3月脱退）
- 東京ヴァイオリン　メンバー（現状活動休止中）
- Troubadours（現状活動休止中）